# Втрати 76-ї десантно-штурмової дивізії (РФ)
У статті наведено подробиці поіменних втрат різних підрозділів 76-ї десантно-штурмової дивізії Збройних сил РФ у різних військових конфліктах (окрім 104, 234 та 237 полків ПДВ).

## Поіменний список

### Збройний конфлікт на Північному Кавказі
| п/п | Прізвище, ім'я, по-батькові           | Звання   | Дата народження | Дата смерті |
| --- | ------------------------------------- | -------- | --------------- | ----------- |
| 1.  | Безельт Михайло (рос. Безельт Михаил) | єфрейтор | 1997            | 21.08.2019  |

### Російсько-українська війна
| п/п | Прізвище, ім'я, по-батькові                                                | Звання                                               | Дата народження | Дата смерті  |       |
| --- | -------------------------------------------------------------------------- | ---------------------------------------------------- | --------------- | ------------ | ----- |
| 1.  | Сокол Іван Володимирович (рос. Сокол Иван Владимирович)                    |                                                      | 12.05.1986      | 30.08.2014   |       |
| 2.  | Куліков Олександр Олександрович (рос. Куликов Александр Александрович)     |                                                      | 23.06.1981      | 30.08.2014   |       |
| 3.  | Тамазов Тимур Мухамедович (рос. Тамазов Тимур Мухамедович)                 | капітан                                              | 25.10.1990      | 17.09.2022   |       |
| 4.  | Нікулін Сергій Леонідович (рос. Никулин Сергей Леонидович)                 | підполковник                                         |                 | 11.10.2022   |       |
| 5.  | Ахтирський Іван Геннадійович (рос. Ахтырский Иван Геннадьевич)             | молодший сержант                                     | 01.03.1988      | 15.01.2023   |       |
| 6.  | Мякотін Андрій Васильович (рос. Мякотин Андрей Васильевич)                 | рядовий                                              | 28.07.2002      | 01.04.2023   |       |
| 7.  | Овликов Тимофій Церенович (рос. Овлыков Тимофей Церенович)                 | лейтенант                                            | 20.07.2000      | 01.04.2023   |       |
| 8.  | Трей Андрус Євгенович (рос. Трей Андрус Евгеньевич)                        | лейтенант                                            | 14.05.1979      | 20.06.2023   |       |
| 9.  | Голіков Євген Сергійович (рос. Голиков Евгений Сергеевич)                  |                                                      | 01.04.1997      | 02.08.2023   |       |
| 10. | Южаков Олександр Геннадійович (рос. Южаков Александр Геннадьевич)          | сержант                                              | 22.08.1996      | 02.09.2023   |       |
| 11. | Пирогланов Пироглан Ільгамович (рос. Пирогланов Пироглан Ильгамович)       |                                                      | 23.07.1987      | 04.11.2023   |       |
| 12. | Зінов'єв Денис Андрійович (рос. Зиновьев Денис Андреевич)                  | рядовий                                              | 18.10.2001      | 10.12.2023   |       |
| 13. | Трус Володимир Володимирович (рос. Трус Владимир Владимирович)             |                                                      | 27.10.1987      | 12.12.2023   |       |
| 14. | Церр Дмитро (рос. Церр Дмитрий)                                            | старший прапорщик                                    | 05.06.1999      | 23.02.2024   |       |
| 15. | Ревенко Руслан Георгієвич (рос. Ревенко Руслан Георгиевич)                 | прапорщик                                            | 14.01.1984      | 21.05.2024   |       |
| 16. | Селіверстов Олексій Олександрович (рос. Селиверстов Алексей Александрович) | підполковник, начальник служби РХБЗ дивізії          |                 | 30.12.2024   |       |
| 17. | Терещенко Валерій Борисович (рос. Терещенко Валерий Борисович)             | підполковник, начальник зв'язку дивізії              | 07.05.1968      | 30.12.2024   |       |
| 18. | Малецький Павло Олександрович (рос. Малецкий Павел Александрович)          | підполковник, командир 656-го інженерного батальйону |                 | 30.12.2024   | Льгов |
| 19. | Даутов Руслан Барієвич (рос. Даутов Руслан Бариевич)                       | підполковник                                         | 18.05.1986      | 30.12.2024   | Льгов |
| 20. | Шихабідов Абдулазіз (рос. Шихабидов Абдулазиз)                             | полковник, командир дивізії                          |                 | травень 2025 |       |